# Varkaus (stacja kolejowa)
Varkaus – stacja kolejowa w Varkaus w prowincji Sawonia w Finlandii na linii kolejowej łączącej Tampere i Joensuu. Oddalona od Helsinek o 424 km.. Budynek stacji wyremontowano na początku lat 70.